# Zaretis callidryas
Espèce
Zaretis callidryas est une espèce d'insectes lépidoptères de la famille des Nymphalidae, de la sous-famille des Charaxinae et du genre Zaretis.

## Dénomination
Zaretis callidryas a été décrit par Rudolf Felder en 1869 sous le nom initial de Nymphalis callidryas. La localité type est le Mexique dans la région de Veracruz.

### Synonymie
- Anaea opalina ; Godman & Salvin, [1884];
- Siderone clara Staudinger, 1886[1].

### Noms vernaculaires
Zaretis callidryas se nomme  Pale Leafwing en anglais.

## Description
Zaretis callidryas est un papillon aux ailes antérieures à apex pointu et bord externe concave et aux ailes postérieures à angle anal très pointu. Le dessus est de couleur jaune verdâtre pâle avec aux ailes antérieure l'apex ocre et aux aile postérieures une bordure ocre clair.
Le revers est verdâtre très peu marbré de marron ce qui mime une feuille.

## Biologie

### Plantes hôtes
La plante hôte de sa chenille est une Casearia, Casearia sylvestris.

## Écologie et distribution
Zaretis callidryas est présent au Mexique et à Panama.

### Protection
Pas de statut de protection particulier.